# Attagenus pantherinus
Attagenus pantherinus is een keversoort uit de familie spektorren (Dermestidae). De wetenschappelijke naam van de soort werd in 1814 gepubliceerd door Ahrens.